# عملیات مشترک

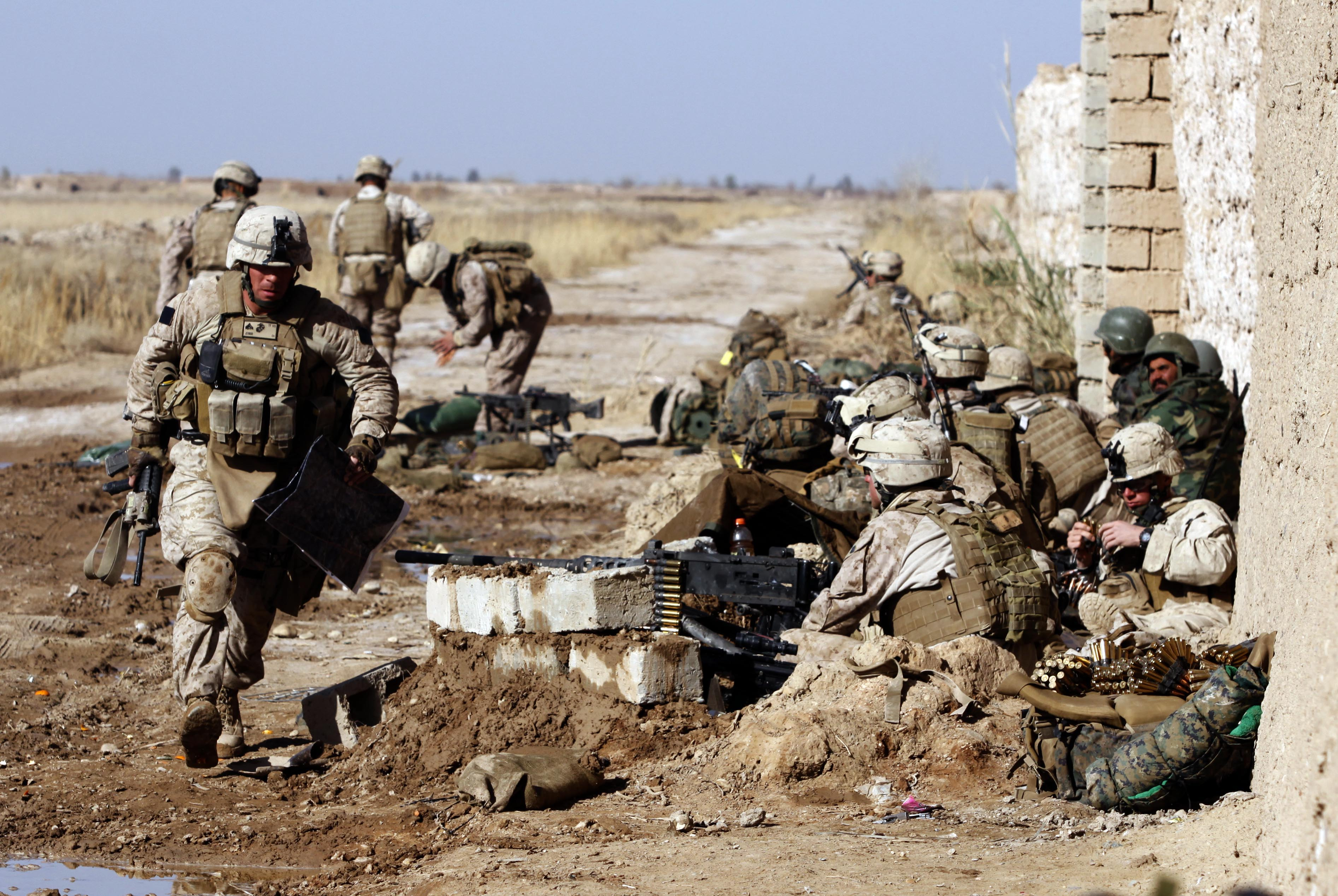
رزمندگان امریکایی درحال نبرد با طالبان در عملیات مشترک

عملیات «مشترک» (به انگلیسی: Operation Moshtarak)، نام عملیات نظامی وسیعی است که در آن نیروهای ارتش کشور افغانستان به همراه نیروهای بین‌المللی ایساف در منطقه هلمند افغانستان با گروه طالبان به نبرد می پردازند.
این عملیات ۱۳ فوریه ۲۰۰۹ / ۲۴ بهمن ۱۳۸۸ آغاز شده  و بزرگترین عملیات علیه طالبان از زمان تسخیر افغانستان توسط نیروهای بین‌المللی خوانده شده‌است.